# Peter Crusebjörn (död 1650)
Peter Crusebjörn, död 7 september 1650, var en svensk ämbetsman.

## Biografi
Peter Crusebjörn var son till landshövdingen Peter Kruse i Dalarnas län och Cecilia Rehn. Han blev 1632 hovjunkare och blev 8 mars 1644 resident i Moskva. Crusebjörn kallades hem från tjänsten 31 maj 1647. Han avled 1650 och begravdes i Kvillinge kyrka där hans vapen sattes upp.
Crusebjörn ägde gårdarna Kullerstad i Kvillinge socken och Närlunda i Gåsinge socken.

### Familj
Crusebjörn gifte sig 7 augusti 1632 med Gertrud Rosenstierna. Hon var dotter till generalriksräntmästaren Mårten Rosenstierna och Beata Böckman. De fick tillsammans barnen majoren Mårten Crusebjörn (död 1690) och majoren Peter Crusebjörn (död 1686).